# Połudy
Połudy (biał. Палуды; ros. Полуды) − wieś na Białorusi, w obwodzie grodzieńskim, w rejonie oszmiańskim, w sielsowiecie Boruny.

## Historia
W czasach zaborów folwark i wieś w okręgu wiejskim Biełuny, w gminie Holszany, w powiecie oszmiańskim, w guberni wileńskiej Imperium Rosyjskiego. W 1866 roku własność Kołyszków. W 1905 roku folwark liczył 4 mieszkańców, 72 dziesięcin, własność Koreywy, wieś liczyła 23 mieszkańców, 38 dziesięcin.
W latach 1921–1945 folwark i osada leżały w Polsce, w województwie wileńskim, w powiecie oszmiańskim, w gminie Holszany.
W 1931:
- folwark w 2 domach zamieszkiwało 10 osób[3].
- osadę w 5 domach zamieszkiwały 34 osoby[3].

Wierni należeli do parafii rzymskokatolickiej w Holszanach. Miejscowość podlegała pod Sąd Grodzki w Holszanach i Okręgowy w Wilnie; właściwy urząd pocztowy mieścił się w Holszanach.
Po II wojnie światowej w granicach Związku Sowieckiego. Od 1991 w niepodległej Białorusi.